# Changhsing
Changhsing (poznat i kao changhsing, dorashamij, Dewey Lake, changxingij ili changshingij) je druga i posljednja faza lopingske epohe te cijelog permskog razdoblja. Pokriva vrijeme od oko prije 253,8 ± 0,7 Ma do oko prije 251,0 ± 0,7 Ma (milijuna godina). Predstavlja posljednji stadij paleozojske era te ga je slijedila Induanska faza trijaskog perioda.
Najveće masovno izumiranje u fanerozojskom eonu se dogodilo za ovog doba. Stopa izumiranja je svoj vrhunac imala oko milijun godina prije kraja ove faze.

## Poveznice
- Geološka razdoblja